# Ernst von Delius
Ernst Ludwig Ferdinand von Delius (Plessa, 29 marzo 1912 – Bonn, 26 luglio 1937) è stato un pilota automobilistico tedesco.

## Biografia

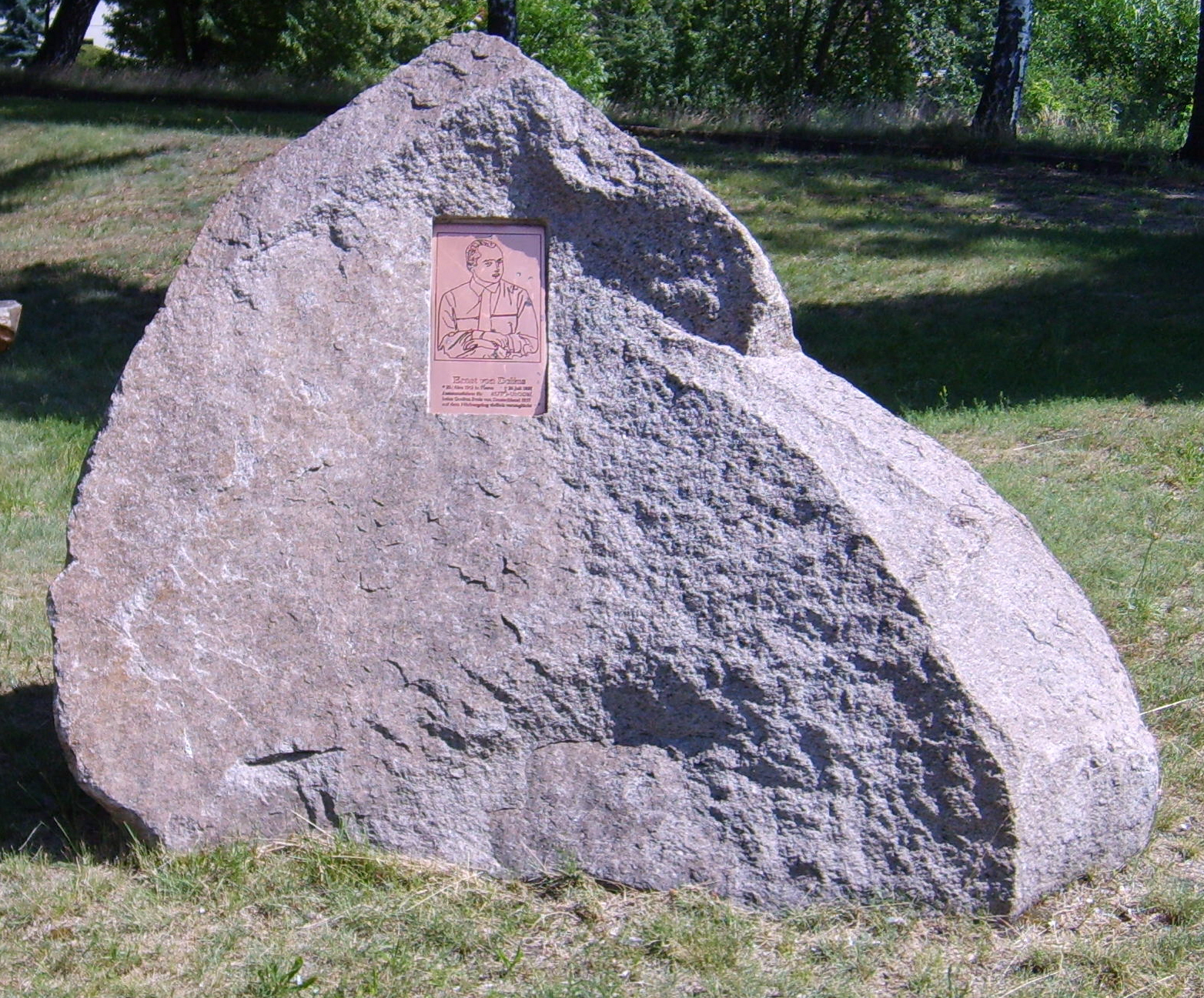
Monumento commemorativo a Plessa

Ernst von Delius nacque nel 1912, secondo dei tre figli di un proprietario e direttore della miniera locale. Era discendente del politico Daniel Heinrich Delius.
Iniziò a correre come pilota privato sul circuito dell'AVUS nel 1931 al volante di una vettura sport. Ottenne un sorprendente sesto posto che fece prevedere per lui una brillante carriera. Nel 1935, anche grazie a Ferdinand Porsche, fu ingaggiato come pilota junior dall'Auto Union ed ebbe come compagni di squadra, tra gli altri, Bernd Rosemeyer (di cui divenne grande amico e della moglie Elly) e Hans Stuck.

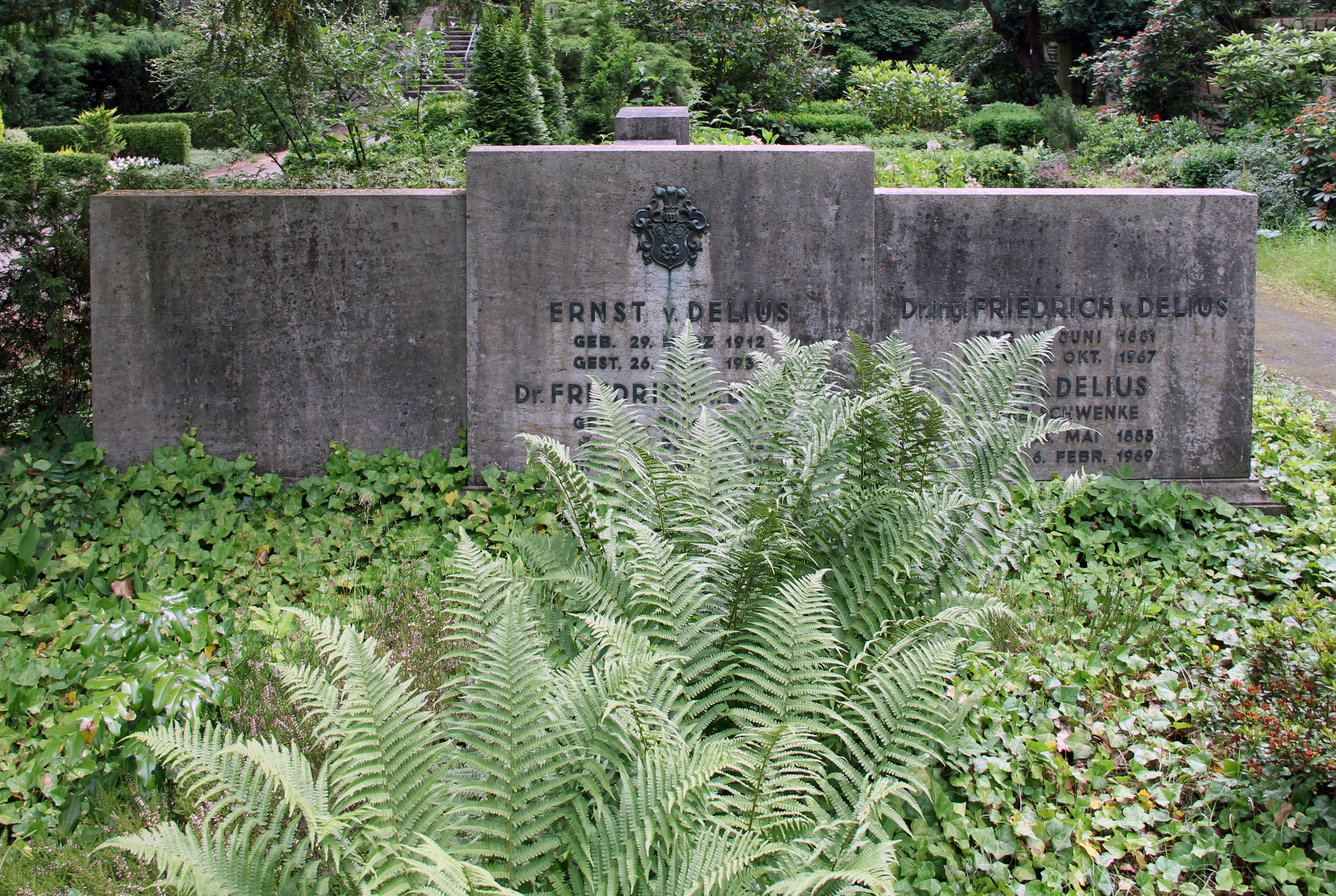
La tomba a Dahlem

Nel 1937 arrivò la vittoria al Gran Premio di Città del Capo ma, purtroppo, al Gran Premio di Germania la sua vettura entrò in collisione con quella di Richard Seaman: mentre il pilota britannico se la cavò con il naso fratturato, von Delius si ruppe una gamba e riportò gravi lesioni interne che, unite ad una trombosi, risultarono mortali.
In sua memoria la sua città natale gli dedicò una via e, nel 2002, un monumento. È sepolto a Dahlem.

## Risultati al Campionato Europeo
In grassetto le pole position:
| Anno | Squadra    | Vettura           | 1   | 2     | 3   | 4     | Pos. | Punti |
| ---- | ---------- | ----------------- | --- | ----- | --- | ----- | ---- | ----- |
| 1936 | Auto Union | Auto Union Type C | MON | GER 6 | SUI | ITA 3 | 7º   | 23    |